# Bruno Bernard Heim
Bruno Bernard Heim (5 de març de 1911, Olten, Suïssa - 18 de març de 2003, ibídem) fou un diplomàtic de la Santa Seu, nunci apostòlic i arquebisbe suís.
Es va sentir cridat al sacerdoci des de la seva adolescència, així que va entrar de ben jove al seminari de Friburg (Suïssa). Poc després de la seva ordenació, el 29 de juny de 1938, continuà els estudis superiors a la pontifícia acadèmia eclesiàstica, i es doctorà en dret canònic a la Universitat Gregoriana de Roma el 1946. Durant aquells anys treballà a títol personal per al renaixement de l'Heràldica Eclesiàstica dins l'Església Catòlica.
El gener del 1947 entrà a formar part del servei diplomàtic de la Santa Seu, havent servit en diverses delegacions diplomàtiques durant la dècada del 1950 al 1960, entre elles el secretari personal de l'Arquebisbe Angelo Roncalli a la Nunciatura Apostòlica a París, de Delegat Apostòlic a Egipte, Pro-nunci a Finlàndia i de nou a Egipte i Pro-nunci Apostòlic i Nunci Apostòlic al Regne Unit durant els pontificats de Joan XXIII i Pau VI, de Joan Pau I i Joan Pau II, al servei diplomàtic de la Santa Seu.